# Rembrandtplein
La Rembrandtplein, également connue en français en tant que place Rembrandt, est une place de la capitale néerlandaise Amsterdam, située dans l'arrondissement Centrum, dans le prolongement de la Reguliersbreestraat et de l'Amstelstraat (menant au Blauwbrug), à proximité des rives de l'Amstel et du Singel. Elle se trouve également au nord-ouest de l'Utrechtsestraat, l'une des principales rues commerçantes de la ville, ainsi qu'au nord-est de la Thorbeckeplein, dominée par une statue de l'homme d'État Johan Thorbecke.
Elle concentre plusieurs établissements importants de la vie nocturne amstellodamoise, ainsi que de nombreux restaurants et commerces qui en font l'une des places les plus animées d'Amsterdam. La place est baptisée en l'honneur de Rembrandt, l'un des plus illustres peintres du siècle d'or néerlandais. Depuis 1852, une statue en pied en acier coulé à son effigie, créée par le sculpteur néerlandais Louis Royer, se trouve au milieu de la place. Elle domine aujourd'hui sur son piédestal un groupe de sculptures, inspiré de l'un de ses tableaux les plus célèbres : La Ronde de nuit.
Le groupe est présenté sur la place pour célébrer les quatre cents ans de la naissance de l'artiste, de 2006 à 2009 ; après l'exposition de l'œuvre dans d'autres lieux, les sculptures la formant y sont réinstallées en 2012. Outre des terrasses de cafés, la place comporte également, en son centre, des fontaines et jardins.

## Histoire

### Porte de ville et marché laitier

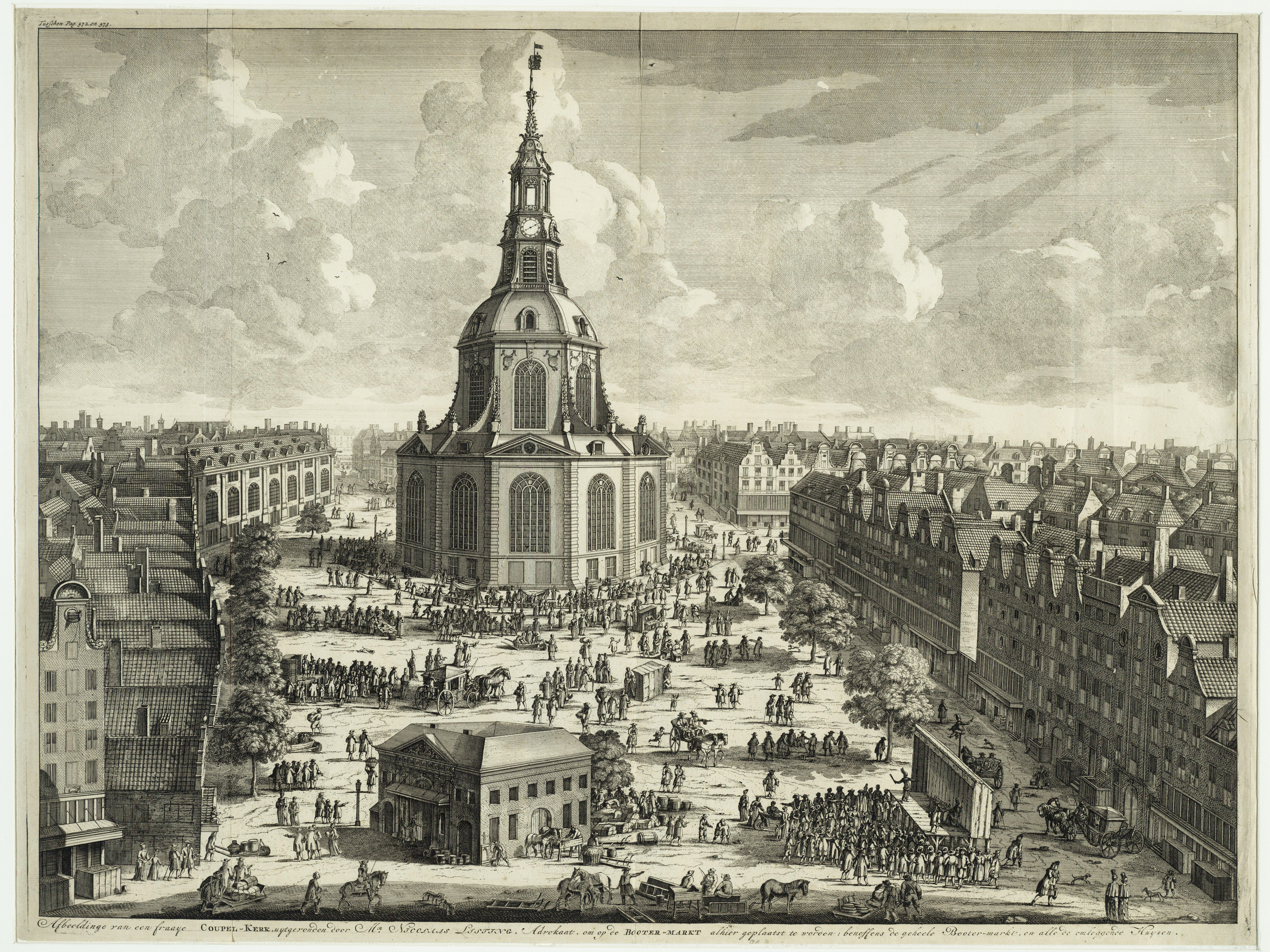
La place en 1729, dominée par le Boterwaag.

En 1655, la Derde Regulierspoort, intégrée aux fortifications de la ville, est construite au niveau de la Reguliersbreestraat. À la suite de l'agrandissement de la ville et de la construction de la Utrechtsepoort à l'emplacement de l'actuelle Frederiksplein, la Regulierspoort devient inutile.

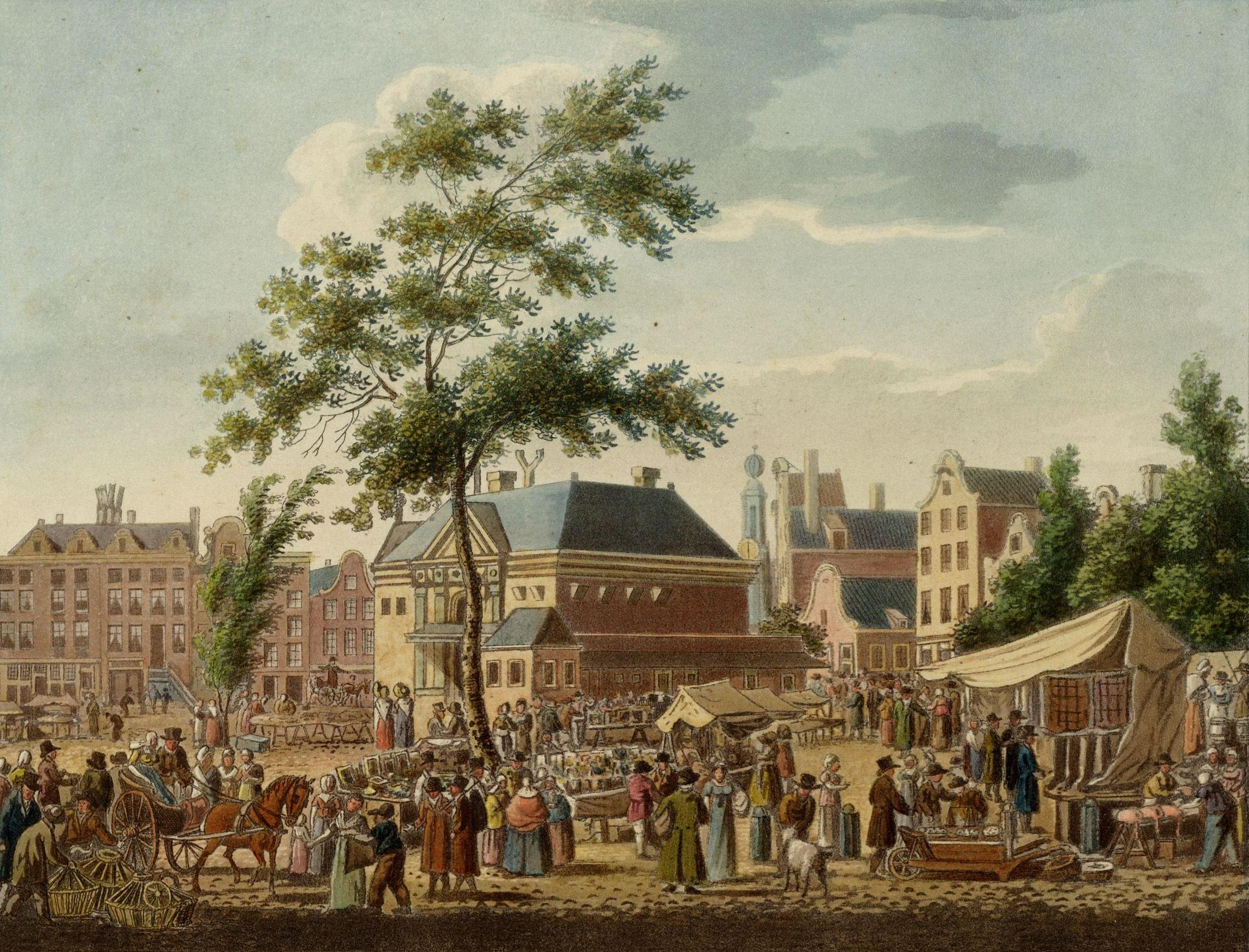
La place en 1825.

En 1668, l'ancienne porte est convertie en poids public pour produits laitiers (Boterwaag, soit « poids du beurre ») et une nouvelle place baptisée Reguliersplein est aménagée autour. En 1669, le marché aux produits laitiers qui se tient les lundis sur la place du Dam est déplacé vers la place, qui prend le nom de marché au beurre (Botermarkt).

### Installation de la statue de Rembrandt

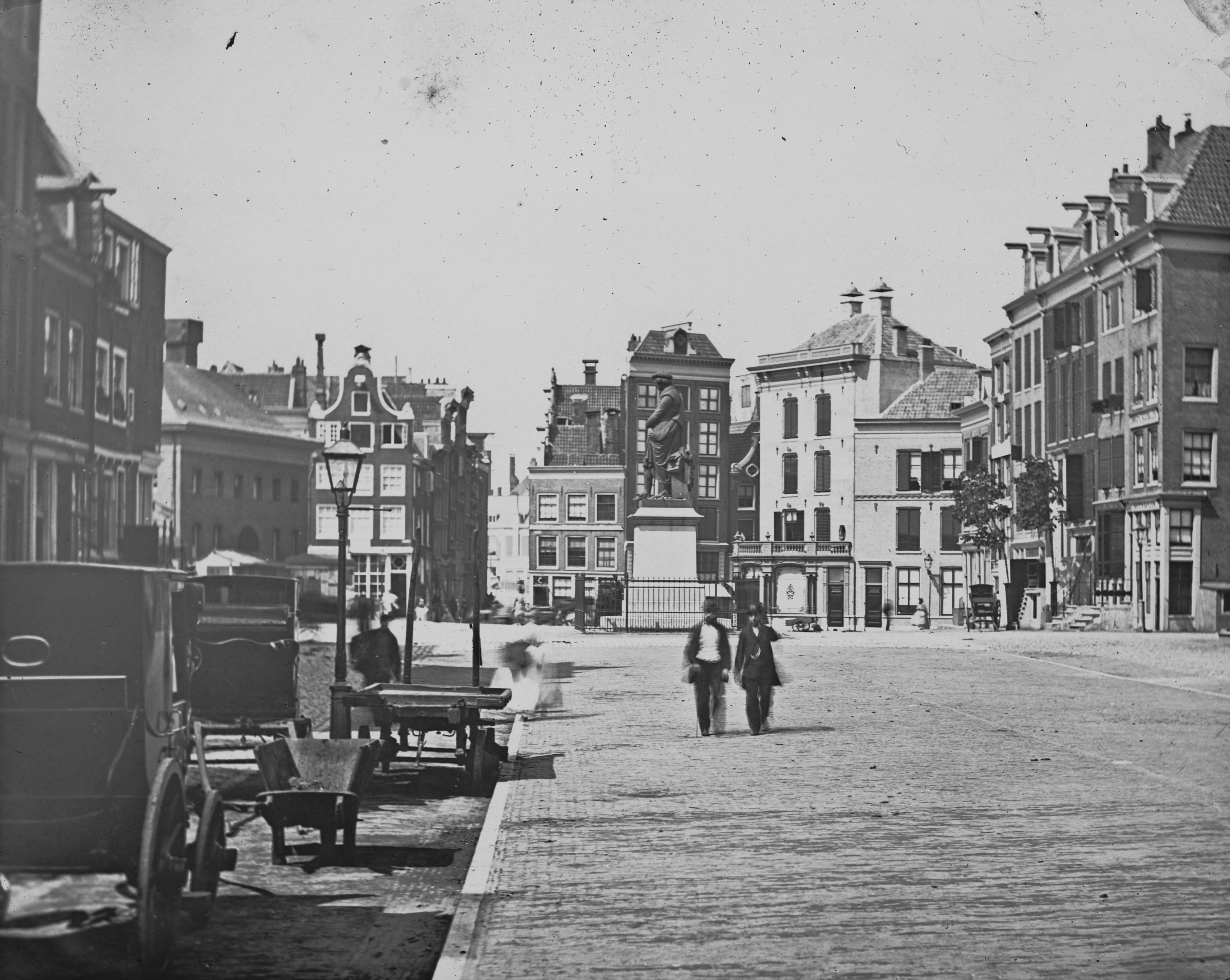
La place dans les années 1860, suivant l'installation de la statue de Rembrandt.

En 1852, le roi Guillaume III inaugure une sculpture en fonte de Rembrandt, réalisée par Louis Royer. Coulée en une seule fois, il s'agit de la plus ancienne sculpture d'Amsterdam encore debout.
Le poète Willem Kloos naît sur la place le 6 mai 1859, dans un immeuble désormais disparu. En 1876, le nom de la place est changé en Rembrandtplein. De nombreux Amstellodamois prononcent alors le nom de la place avec un « s » supplémentaire (Rembrandtsplein). Bien que cette orthographe soit incorrecte, elle figure sur les panneaux indiquant le nom de la place jusqu'en 1985.

### De la Belle époque aux temps contemporains

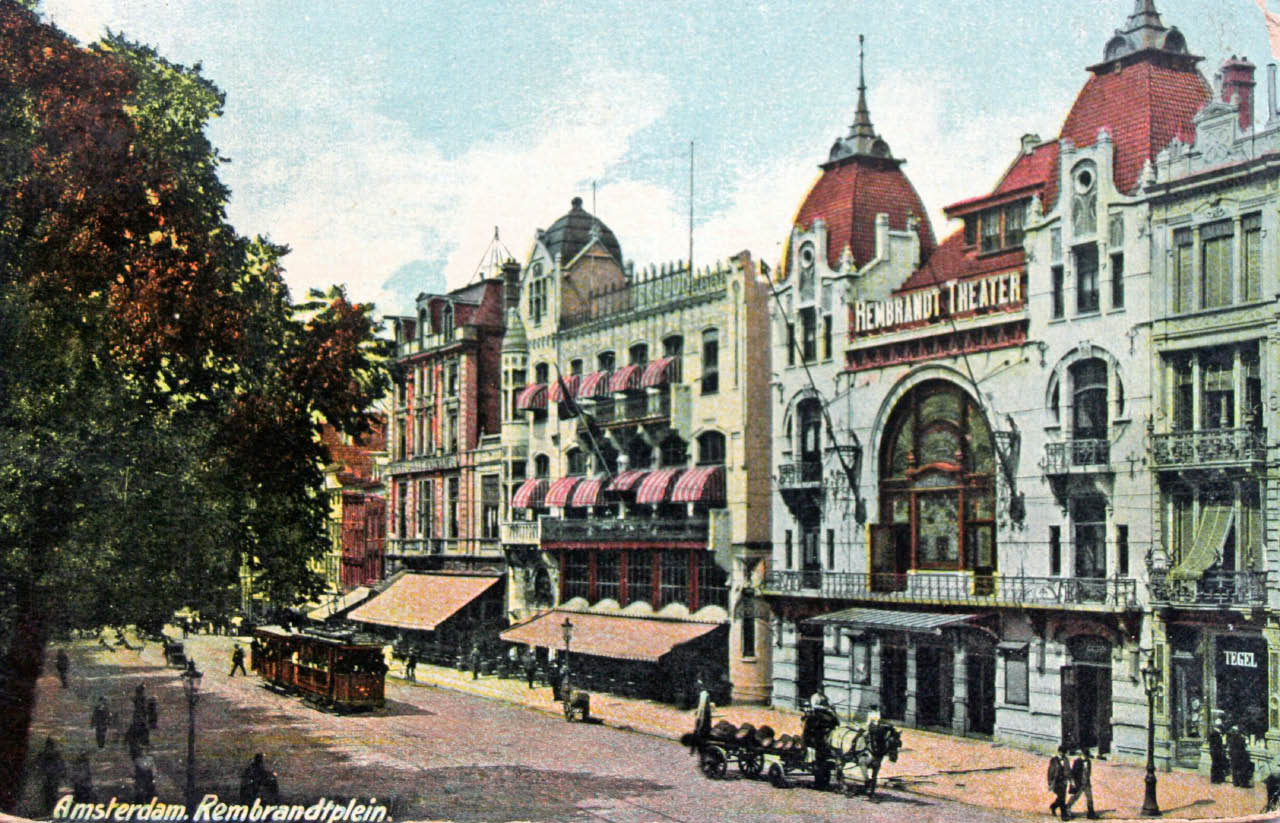
Bâtiments bordant la Rembrandtplein, en 1900.

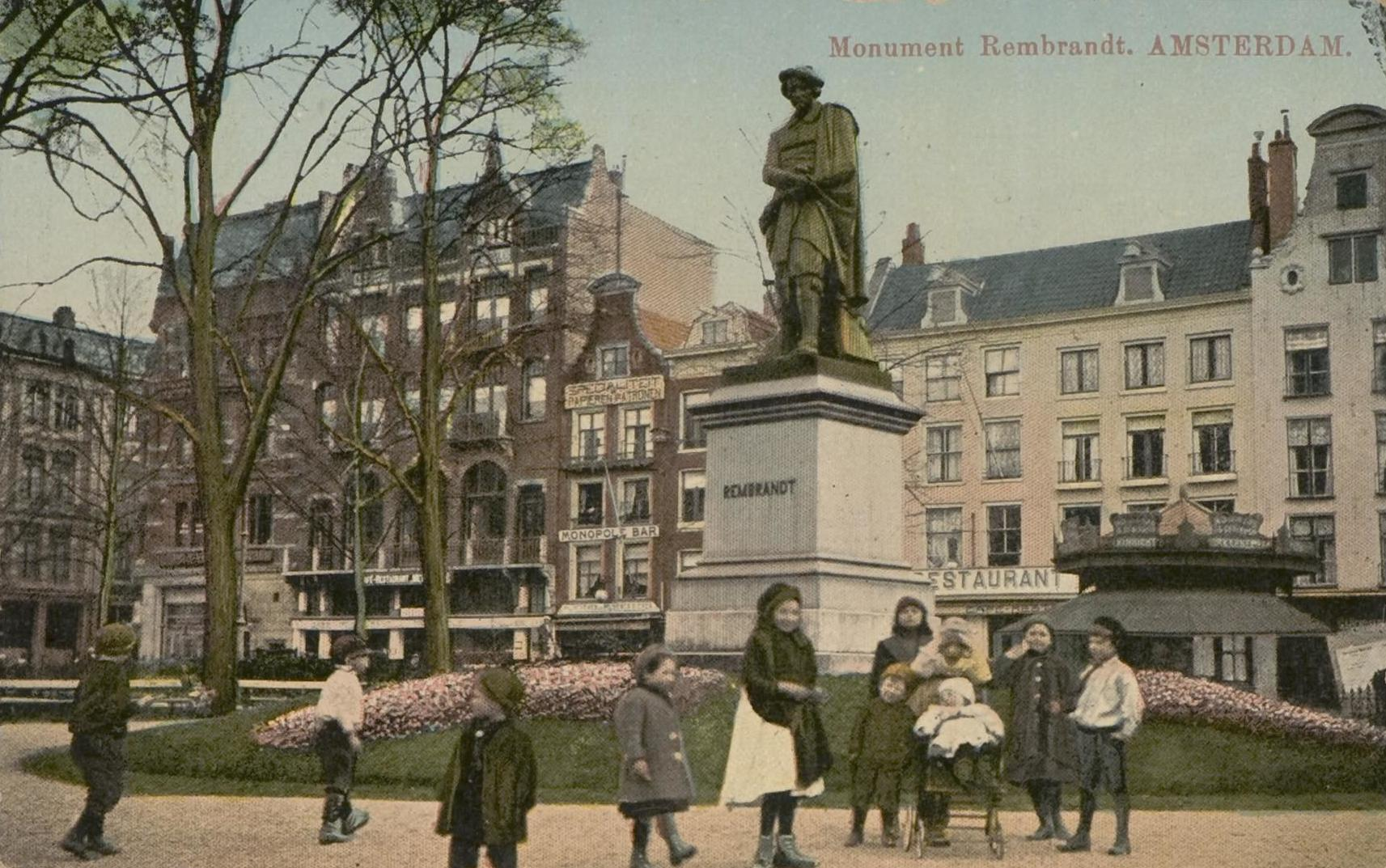
La Rembrandtplein dans les années 1910.

En 1924, la place fait l'objet d'une rénovation au cours de laquelle la statue de Rembrandt est déplacée sur un nouveau socle. Au numéro 19 de la place se trouve alors le théâtre Rembrandt (Rembrandt Theater). L'immeuble, qui comporte une façade flanquée de deux tours, est conçu en 1902 par les architectes Evert Breman et Willem Molenbroek. Initialement, le bâtiment doit accueillir des opérettes et des pièces de variété, mais à partir de 1919, il est utilisé comme cinéma, où les films de la société allemande Universum Film AG remportent un franc succès. En 1943, le bâtiment est détruit par un incendie déclenché par une bombe posée par des résistants. Au cours des années 1970, l'actuel Caransa Hotel s'y installe.

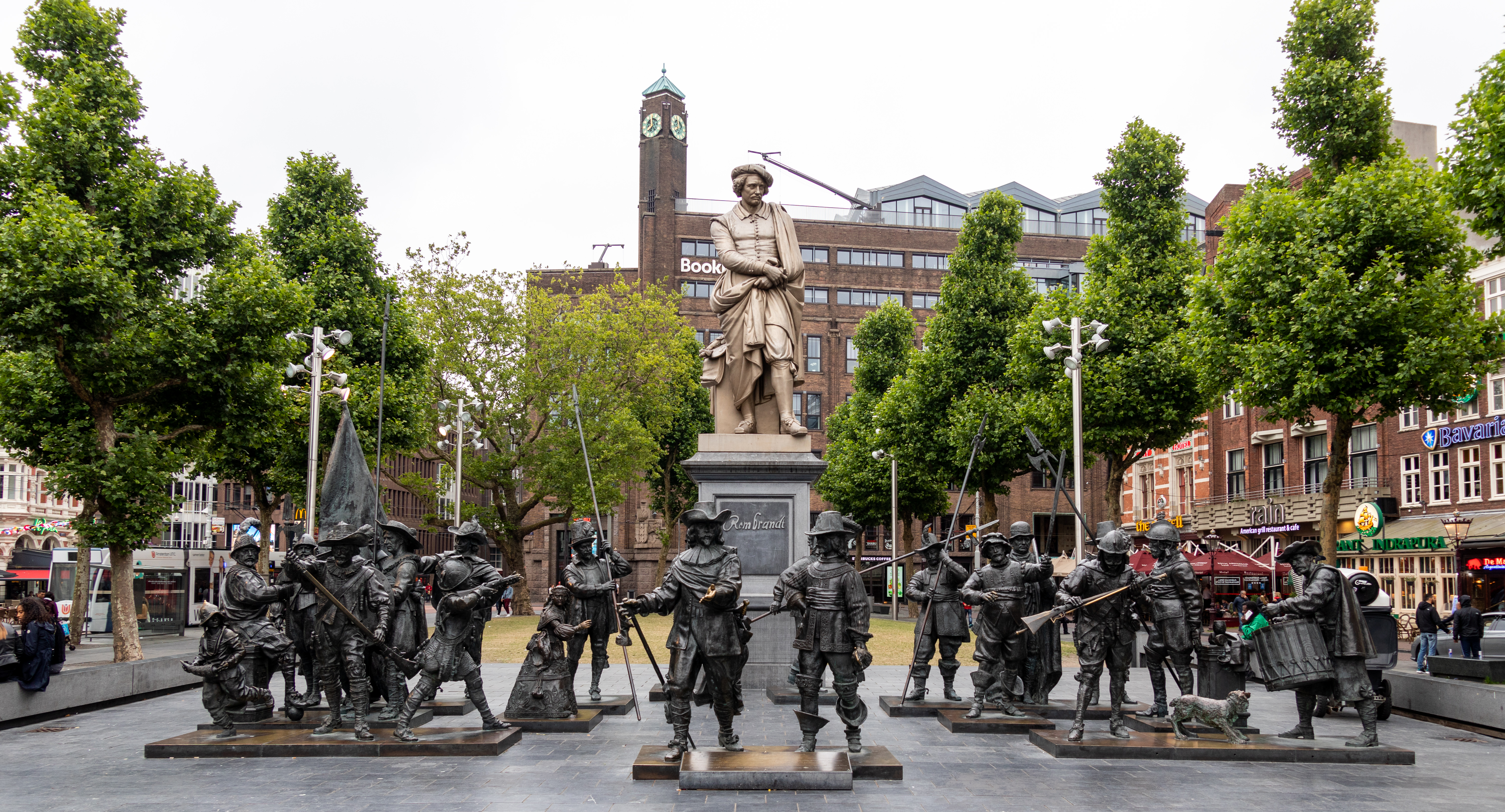
Statue de Rembrandt entourée d'une reproduction physique de La Ronde de nuit.

Le plus imposant bâtiment de la place est l'ancien siège de l'ancienne Amsterdamsche Bank, l'une des banques à l'origine de l'actuelle ABN AMRO. L'immeuble, situé au numéro 47, se trouve à l'emplacement d'une ancienne maison de retraite créée par Josephus Augustinus Brentano. Le nouvel immeuble est construit entre 1926 et 1932 d'après des plans de Hendrik Petrus Berlage et B.J. et W.B. Ouëndag. Le Centraal Theater, situé sur l'Amstelstraat voisine, est quant à lui détruit pendant un agrandissement de la place. Depuis le déménagement des bureaux de l'ancien siège vers le quartier d'affaires de Zuidas, une nouvelle utilisation est recherchée pour l'immeuble. En 2011, une fois les travaux de rénovation achevés, un nouveau bâtiment baptisé The Bank est aménagé pour accueillir des boutiques et restaurants au rez-de-chaussée, ainsi que des bureaux aux étages.

## Transports

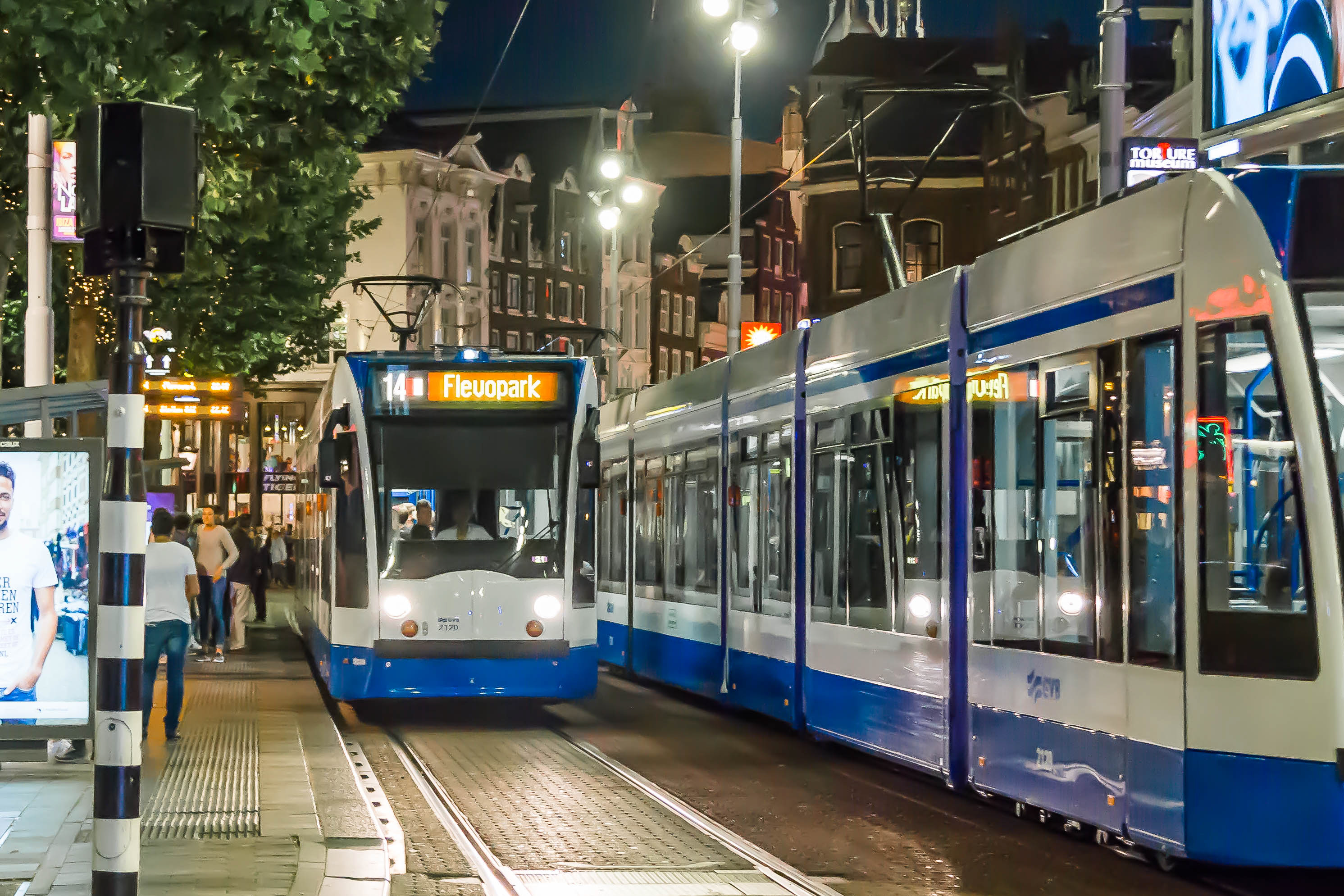
Tramways sur la Rembrandtplein.

La place est desservie par les lignes 4 et 14 du tramway d'Amsterdam. Elles mènent toutes deux au nord à la place de la Gare en passant par la Muntplein, le Rokin, la place du Dam, la Reguliersbreestraat et le Damrak.
La ligne 4 dessert dans la direction opposée le sud de la ville, son terminus étant situé à la gare d'Amsterdam RAI. Elle passe notamment par la Utrechtsestraat, Frederiksplein, Reguliersbreestraat et Europaplein. La ligne 14 a pour terminus oriental le Flevopark, passant sur le Blauwbrug et traversant la Waterlooplein. Elle dessert notamment le Jardin botanique d'Amsterdam et le zoo Artis.